# Музей грошей (Кам'янець-Подільський)
Кам'янець-Подільський музей грошей — історичний музей монет та банкнот в місті Кам'янець-Подільський. Задача музею — ознайомлення з історією монетного справи. Музей розташований в історичному центрі міста в Ратуші (Польського магістрату) на другому поверсі. Музей входить до п'ятірки музеїв нумізматики України. 

## Історія музею
Музей відкритий 14 травня 2005. На відкриття був запрошений Голова Верховної Ради України Володимир Литвин, який перерізав символічну стрічечку. Музей заснований на базі державного історико-культурного заповідника. 

## Експозиція
Експозиція представлена в трьох залах та включає монети і бони, починаючи з V століття
Серед експонатів є: 
- монети Бережальского скарбу;
- монети Римської імперії та країн Північного Причорномор'я;
- литовські та польські соліди, півгроші, півтораки, шестаки, трояки, талери;
- монети та асигнації Російської імперії;
- гривні Української Народної Республіки, 1919;
- Тетрадрахма Сіракуз періоду 510-490 до н.е.[3]